# توماس دبليو. ميرفي
توماس دبليو. ميرفي (بالإنجليزية: Thomas W. Murphy)‏ هو عالم إنسان أمريكي، ولد في 1967.